# Saint-Étienne-de-Puycorbier

Saint-Étienne-de-Puycorbier este o comună în departamentul Dordogne din sud-vestul Franței. În 2009 avea o populație de 102 de locuitori.

## Evoluția populației
| An        | 1975 | 1982 | 1990 | 1999 | 2006 | 2009 |
| --------- | ---- | ---- | ---- | ---- | ---- | ---- |
| Populație | 99   | 117  | 118  | 113  | 103  | 102  |